# Terellia nigronota
Terellia nigronota är en tvåvingeart som först beskrevs av Valery Korneyev 1985.  Terellia nigronota ingår i släktet Terellia och familjen borrflugor. Inga underarter finns listade i Catalogue of Life.